# Pastoralisme

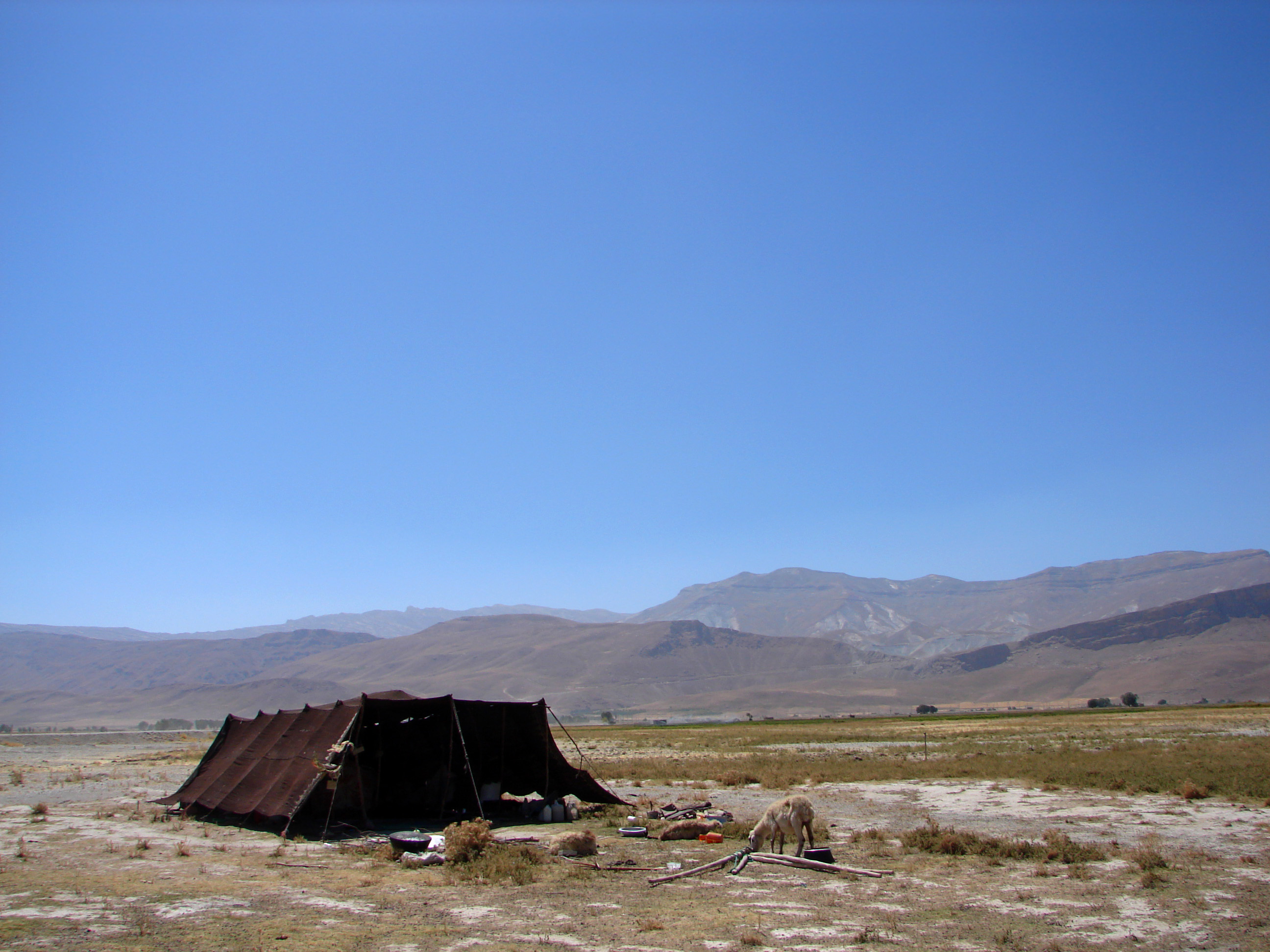
Una barraca del poble Bakhtiari, Chaharmahal i la província de Bakhtiari, Iran

Mapa global del pastoralisme, els seus orígens i desenvolupament històric

El pastoralisme és una forma de ramaderia, i de ramaderia extensiva, on els animals domèstics (coneguts com a "bestiar") són alliberats en grans extensions de terres vegetals exteriors (pastures) per pasturar, històricament per part de persones nòmades que es desplaçaven amb els seus ramats. Les espècies animals implicades inclouen bestiar boví, camells, cabres, iacs, llames, rens, cavalls i ovelles.
El pastoralisme es produeix amb moltes variacions arreu del món, generalment on les característiques ambientals com l'aridesa, els sòls pobres, les temperatures fredes o càlides i la manca d'aigua dificulten o impossibiliten el cultiu. Treballar en entorns més extrems amb terres més marginals fa que les comunitats de pastors siguin molt vulnerables als efectes de l'escalfament global.
El pastoralisme continua sent una forma de vida en moltes zones geogràfiques, incloent Àfrica, l'altiplà tibetà, les estepes eurasiàtiques, els Andes, la Patagònia, la Pampa, Austràlia i molts altres llocs. A 2019, entre 200 milions i 500 milions de persones a tot el món practicaven el pastoralisme i el 75% de tots els països tenien comunitats pastorals.
Les comunitats pastorals tenen diferents nivells de mobilitat. El pastoralisme sedentari s'ha tornat més comú a mesura que l'enduriment de les fronteres polítiques, la tinença de la terra, l'expansió dels cultius i la construcció de tanques i edificis agrícoles dedicats redueixen la capacitat de moure el bestiar lliurement, donant lloc a l'augment de ramaderia en pastura establerta en zones específiques (de vegades anomenades "ranxos"). Els pastors sedentaris també poden criar conreus i bestiar junts en forma d'agricultura mixta, amb la finalitat de diversificar la productivitat, obtenir fems per a l'agricultura ecològica i millorar les condicions de pastura per al seu bestiar. El pasturatge mòbil inclou moure ramats localment a distàncies curtes a la recerca de farratge fresc i aigua (cosa que pot passar diàriament o fins i tot en poques hores); així com transhumància, on els pastors de manera rutinària mouen animals entre diferents pastures estacionals a través de les regions; i el pastoralisme nòmada, on els pastors nòmades i les seves famílies es mouen amb els animals a la recerca de qualsevol pastura disponible, sense molta planificació a llarg termini. El pasturatge en boscos es pot denominar silvopastoralisme.

## Orígens

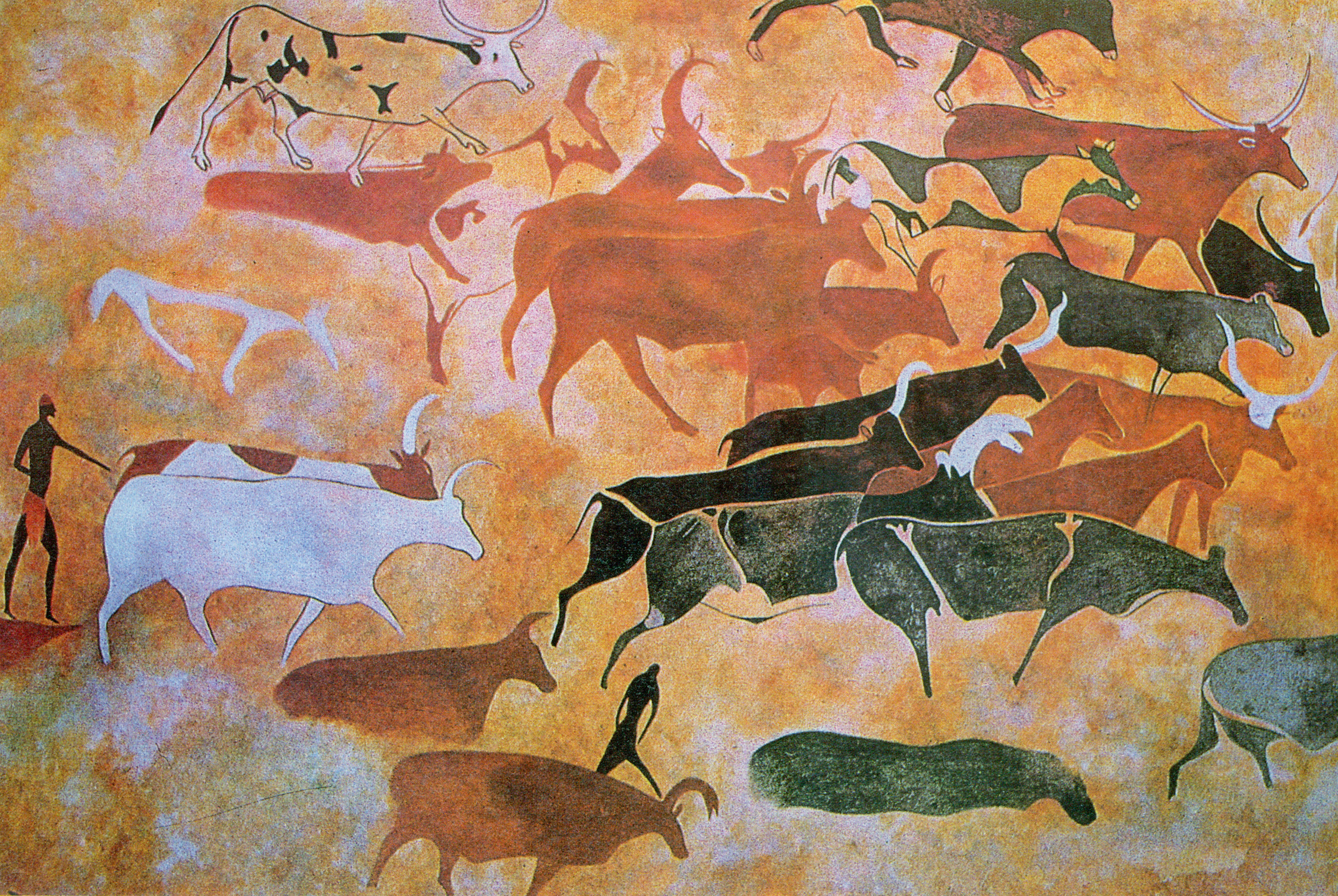
Art rupestre saharià del període pastoral a Tassili n'Ajjer al Sàhara central, que mostra nombroses escenes pastorals amb bestiar i pastors

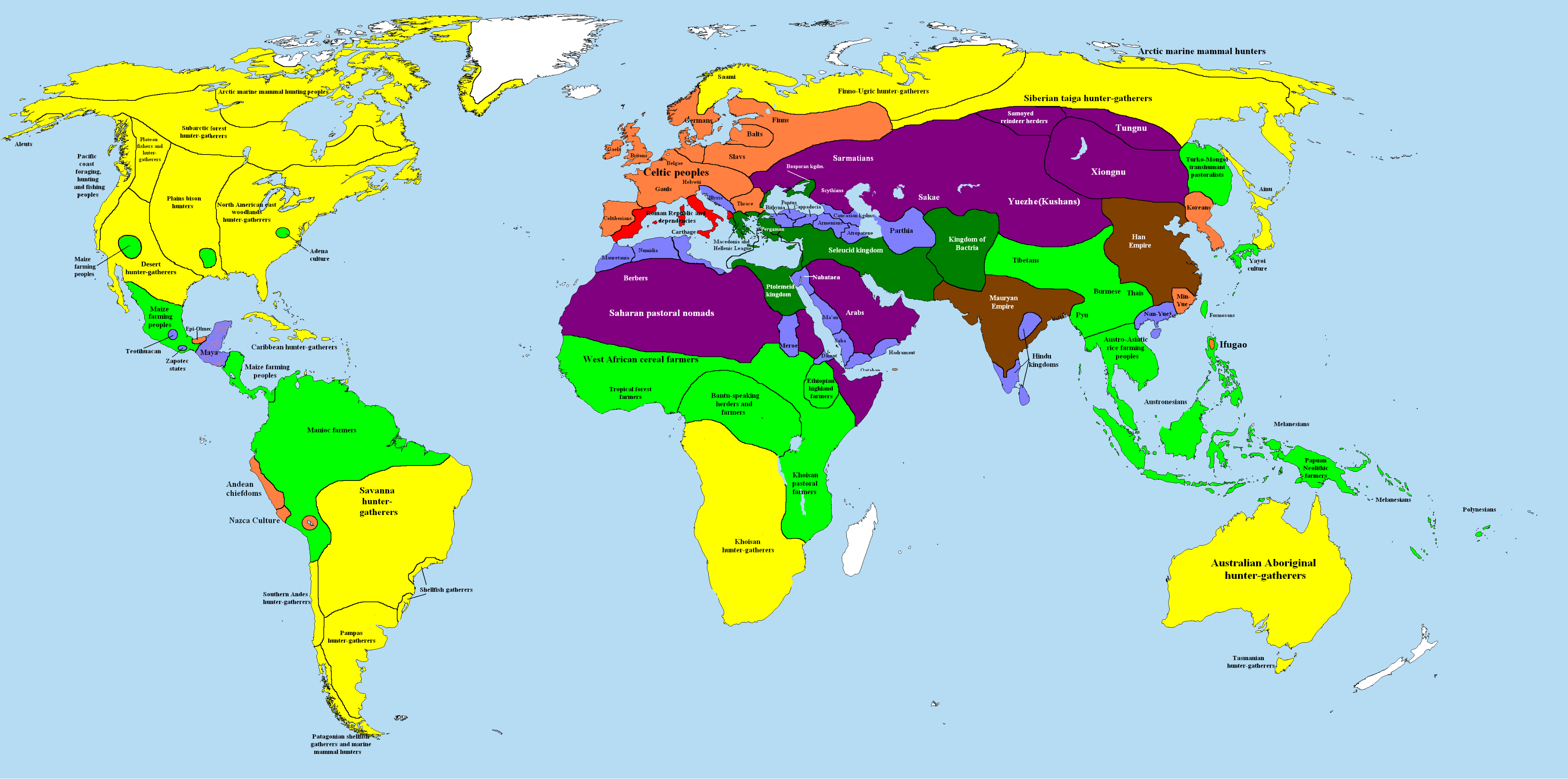
Mapa general del món l'any 200 aC:

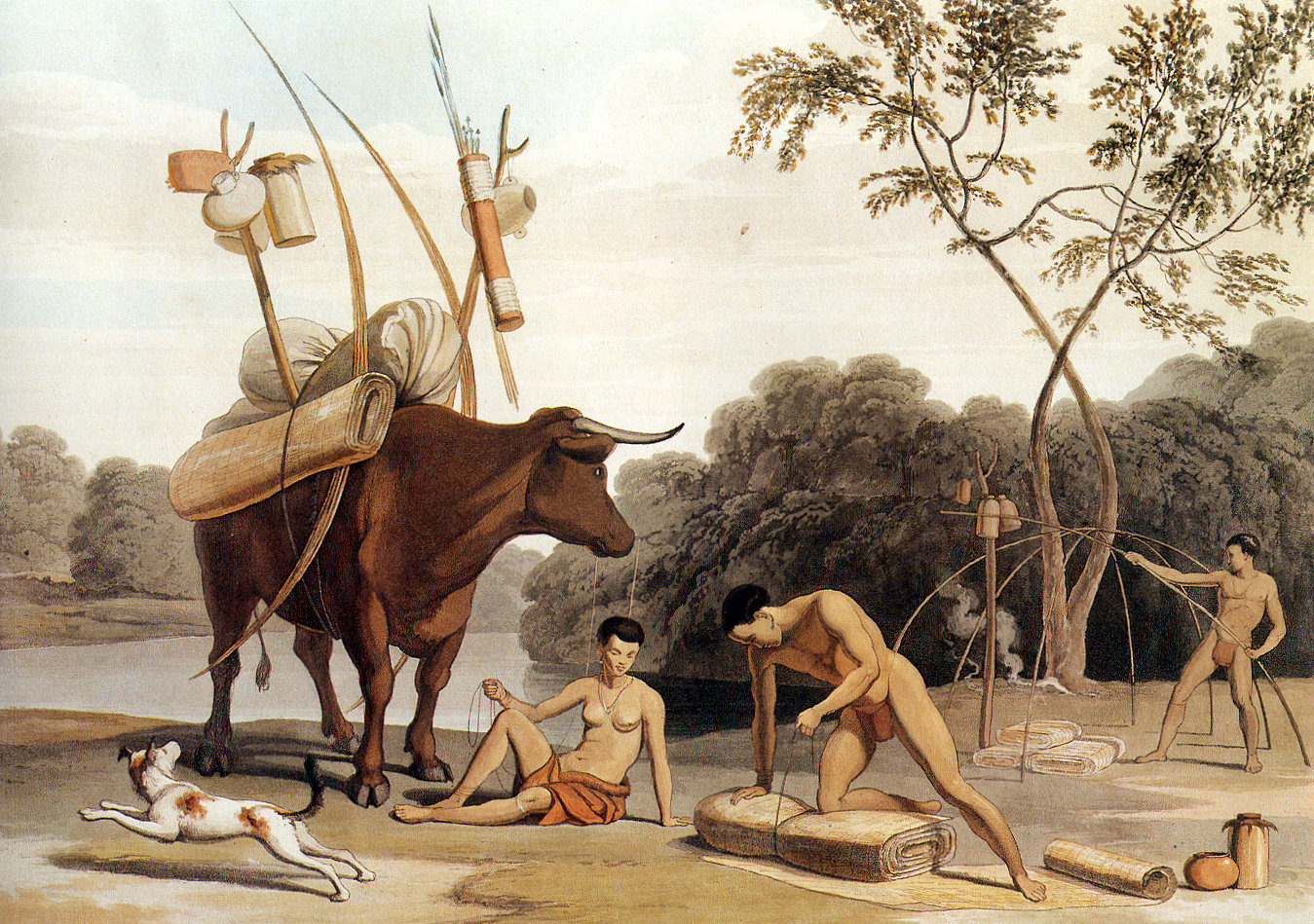
Khoikhoi desmuntant les seves barraques, preparant-se per traslladar-se a noves pastures. Aquatinta de Samuel Daniell (1805).

Una teoria suggereix que el pastoralisme es va desenvolupar a partir de l'agricultura mixta. Bates i Lees van proposar que la incorporació del regadiu a l'agricultura va donar lloc a l'especialització. Els avantatges de l'agricultura mixta inclouen la reducció del risc de fracàs, la difusió de la mà d'obra i la reutilització dels recursos. La importància d'aquests pros i contres per als diferents agricultors o societats agrícoles difereix segons les preferències socioculturals dels agricultors i les condicions biofísiques determinades per la pluja, la radiació, el tipus de sòl i les malalties. L'augment de la productivitat de l'agricultura de regadiu va provocar un augment de la població i un impacte addicional sobre els recursos. Els terrenys limítrofs van romandre en ús per a la cria d'animals. Això significava que els ramats havien de cobrir grans distàncies per recollir el farratge suficient. L'especialització es va produir com a conseqüència de la creixent importància tant de l'agricultura intensiva com de la ramaderia. Tant l'agricultura com la ramaderia es van desenvolupar conjuntament, amb interaccions contínues.
Una teoria diferent suggereix que el pastoralisme va evolucionar a partir de la caça i la recol·lecció. Els caçadors de cabres i ovelles salvatges coneixien la mobilitat del ramat i les necessitats dels animals. Aquests caçadors eren mòbils i seguien els ramats en les seves rondes estacionals. Els ramats no domesticats van ser escollits per ser més controlables per als grups de caçadors i recol·lectors nòmades protopastorals domesticant-los. Les estratègies dels caçadors-recol·lectors en el passat han estat molt diverses i depenen de les condicions ambientals locals, com les dels agricultors mixtes. Les estratègies d'alimentació han inclòs la caça o la captura de caça major i animals més petits, la pesca, la recollida de mariscs o insectes i la recollida d'aliments de plantes silvestres com ara fruites, llavors i fruits secs.